# Светско првенство у атлетици у дворани 2001 — троскок за жене
Такмичење у троскоку у женској конкуренцији на 8. Светском првенству у атлетици у дворани 2001. одржано је 11. марта у Атлантском павиљону у Лисабону (Португалија).
Титулу светске првакиње освојену у Маебаши 1999. бранила је Ашја Хансен из Уједињеног Краљевство.

## Земље учеснице
Учествовало је 8 такмичарки из 6 земаља. 
1. Бугарска (1)
2. Молдавија (1)
3. Румунија (2)
4. Русија (2)
5. САД (1)
6. Словенија (1)

## Рекорди
Стање 8. март 2001.
| Рекорди пре почетка Светског првенства у дворани 2001. | Рекорди пре почетка Светског првенства у дворани 2001. | Рекорди пре почетка Светског првенства у дворани 2001. | Рекорди пре почетка Светског првенства у дворани 2001. | Рекорди пре почетка Светског првенства у дворани 2001. | Рекорди пре почетка Светског првенства у дворани 2001. |
| ------------------------------------------------------ | ------------------------------------------------------ | ------------------------------------------------------ | ------------------------------------------------------ | ------------------------------------------------------ | ------------------------------------------------------ |
| Светски рекорд                                         | 15,16                                                  | Ашја Хансен                                            | Уједињено Краљевство                                   | Валенсија, Шпанија                                     | 28. фебруар 1998.                                      |
| Рекорди светских првенстава                            | 15,03                                                  | Јоланда Чен                                            | Русија                                                 | Барселона, Шпанија                                     | 11. март 1995.                                         |
| Најбољи резултат сезоне                                | 15,00                                                  | Татјана Лебедева                                       | Русија                                                 | Москва, Русија                                         | 18. фебруар 2001.                                      |
| Европски рекорд                                        | 15,16                                                  | Ашја Хансен                                            | Уједињено Краљевство                                   | Валенсија, Шпанија                                     | 28. фебруар 1998.                                      |
| Афрички рекорд                                         | 17,00                                                  | Аџаји Агбебаку                                         | Нигерија                                               | Далас, САД                                             | 30. јануар 1982.                                       |
| Северноамерички рекорд                                 | 17.83                                                  | Aliecer Urrutia                                        | Куба                                                   | Зинделфинген, Немачка                                  | 1. март 1997.                                          |
| Океанијски рекорд                                      |                                                        |                                                        |                                                        |                                                        |                                                        |

### Најбољи резултати у 2001. години
Десет најбољих атлетичарки сезоне у троскоку пре првенства (4. марта 2001), имале су следећи пласман.
| 1.  | Татјана Лебедева   | Русија     | 15,00 | 18. фебруар |
| 2.  | Јелена Лебеденко   | Русија     | 14,83 | 1. фебруар  |
| 3.  | Тереза Маринова    | Бугарска   | 14,58 | 21. фебруар |
| 4.  | Кристина Николау   | Румунија   | 14,53 | 25. фебруар |
| 5.  | Наталија Сафронова | Белорусија | 14,41 | 1. фебруар  |
| 6.  | Оксана Рогова      | Русија     | 14,37 | 21. фебруар |
| 7.  | Ања Валант Велепец | Словенија  | 14,31 | 27. јануар  |
| 8.  | Олга Рубљова       | Русија     | 14,26 | 21. јануар  |
| 9.  | Надежда Аљохина    | Русија     | 14,24 | 18. фебруар |
| 10. | Марија Димитрова   | Бугарска   | 14,18 | 21. јануар  |

Такмичарке чија су имена подебљана учествовале су на СП 2001.

## Сатница
| Датум          | Време | Ниво   |
| -------------- | ----- | ------ |
| 11. март 2001. | 14:00 | Финале |

## Освајачи медаља
| Освајачи медаља |                  |             |  |  |  |  |
|                 |                  |             |  |  |  |  |
|                 |                  |             |  |  |  |  |
|                 |                  |             |  |  |  |  |
| Тереза Маринова | Татјана Лебедева | Тиомбе Херд |  |  |  |  |
| Бугарска        | Русија           | САД         |  |  |  |  |

## Резултати

### Финале
Такмичење је одржано 11. марта 2001. године у 14:00.,,
| Пласман | Атлетичарка        | Земља     | ЛР     | ЛРС   | #1    | #2    | #3    | #4    | #5    | #6    | Резултат | Белешка |
| ------- | ------------------ | --------- | ------ | ----- | ----- | ----- | ----- | ----- | ----- | ----- | -------- | ------- |
|         | Тереза Маринова    | Бугарска  | 15,20о | 14,58 | 14,91 | x     | x     | 14,68 | x     | x     | 14,91    | ЛР      |
|         | Татјана Лебедева   | Русија    | 15,32о | 15,00 | 14,08 | 14,29 | 14,53 | x     | 14,85 | 14,47 | 14,85    |         |
|         | Тиомбе Херд        | САД       | 14,12  | 14,12 | 13,92 | x     | x     | 14,19 | x     | x     | 14,19    | ЛР      |
| 4.      | Олга Болшова       | Молдавија | 14,13  | 14,13 | 14,17 | x     | 14,09 | 12,02 | 13,90 | 13,95 | 14,17    | НР, ЛР  |
| 5.      | Оксана Рогова      | Русија    | 14,59о | 14,37 | 13,73 | 14,00 | 14,17 | 13,75 | 14,02 | 13,97 | 14,17    |         |
| 6.      | Кристина Николау   | Румунија  | 14,71о | 13,91 | 13,49 | 13,55 | 14,05 | 14,00 | 13,90 | 13,91 | 14,05    |         |
| 7.      | Ања Валант Велепец | Словенија | 14,69о | 14,31 | 13,73 | 13,84 | 13,45 | 13,65 | 13,81 | x     | 13,84    |         |
| 8.      | Аделина Гаврила    | Румунија  | 14,71о | 13,91 | 13,72 | 13,77 | x     | 13,62 | x     | 13,67 | 13,77    | ЛРС     |